# داگلس هیل (کنتاکی)
داگلس هیل (به انگلیسی: Douglass Hills) شهری در ایالت کنتاکی کشور ایالات متحده آمریکا است که جمعیت آن در سرشماری سال ۲۰۱۰ میلادی، ۵٬۴۸۴ نفر بوده‌است.